# زكريا الساجي
زكريا الساجي (ت. 307 هـ/920 م) أحد أعلام القرن الثالث الهجري، جمع بين إتقان الحديث النبوي والفقه الشافعي، في عصرٍ اشتدَّ فيه الصراع بين مدرستي «أهل الحديث» و«أهل الرأي». وُلد في سجستان، ونهل العلم من شيوخ كبار كالإمام إسماعيل بن يحيى المزني والربيع بن سليمان المرادي، ثم أصبح مرجعًا يُشار إليه في نقد الرواة وتحقيق الأحاديث، حيث أسهمت مؤلفاته في علم الرجال ككتاب "الضعفاء والمنسوبين إلى البدعة من المحدثين، والعلل" في ترسيخ قواعد الجرح والتعديل. تميَّز منهجه بالتوازن بين النقل والعقل، فلم يُغلق باب الاجتهاد، ولم يتنازل عن ضوابط النصوص، مما جعله جسرًا بين عصر الأئمة المؤسسين وعصر تدوين المذاهب. خرَّج تلاميذاً أعلامًا كأبي بكر الخلال، وترك إرثًا علميًّا ظلَّ مرجعًا لابن حجر والذهبي، شاهدًا على دوره المحوري في حفظ السنة وتطوير الفقه الإسلامي.

## اسمه وكنيته ونسبته
زكريا بن يحيى بن عبد الرحمن بن بحر بن عدي بن عبد الرحمن بن أبيض بن الديلم بن باسل بن ضبة الضبي البصري الساجي الشافعي، وكنيته أبو يحيى.

## نشأته
نشأ في البصرة وإليها ينسب، بها ابتدأ طلبه للعلم، ثم رحل ورجع إليها حيث توفي فيها. من خلال النظر في الكتب التي ترجمت له لم أجد من نص على سنة مولده سوى الزركلي، والجابي، حيث نصوا على أنه ولد سنة (220هـ). وذكر عبد الفتاح أبو غدة في تعليقه على كتاب "المتكلمون في الرجال" للسخاوي أنه ولد نحو سنة (217هـ). ولم يذكر أحد من المتقدمين ممن ترجم له، من نص على سنة مولده، وإنما ذكر بعضهم عمره حين وفاته.
فالذهبي: ذكر في "السير" أنه توفي في عشر التسعين، وفي "دول الإسلام"، و "العلو " أنه توفي وله بضع وثمانون، وفي "التذكرة" أنه توفي وقد قارب التسعين. وذكر ابن عبد الهادي أنه توفي وقد قارب التسعين، وذكر السيوطي أنه توفي عن نحو تسعين.
وأما نشأته فلم تذكر كتب التراجم شيئاً عنها، وإنما ذكروا أنه سمع من والده يحيى الساجي  ومن طريقه روى عن جرير وروى ابن بطة من طريق ابنه أبي الحسن أحمد بن يحيى عن أبيه اعتقاده. وفي الجملة لم تبين كتب التراجم حياته بشكل مفصل، ولأجل ذلك قال الإمام الذهبي: "ولم تبلغنا أخباره كما في النفس". 

## طلبه للعلم ورحلاته
تعد الرحلة من أهم الطرق التي تساعد طالب العلم على التزود والنهل من معين العلم والمعرفة، وهي سنة سلكها بعض أصحاب النبي صلى الله عليه وسلم، فقد رحل جابر بن عبد الله إلى عبد الله بن أنيس الأنصاري بالشام، كما رحل أبو أيوب الأنصاري إلى عقبة بن عامر بمصر.
وعلى منهجهم سار التابعون من بعدهم؛ وعلى هذا الأساس، ومن هذا المنطلق، اعتنى الإمام الساجي بأمر الرحلة في طلب الحديث، إلا أن كتب التراجم لم تذكر السنة التي رحل فيها. وقد رحل إلى الشام ومصر وسمع من أصحاب ابن وهب والشافعي كما رحل إلى الكوفة والحجاز. ولعله لم يكثر الرحلة نظراً لأن البصرة آنذاك من مراكز العلم، بل كانت محطاً للأنظار لكثرة المحدثين فيها، فمن شيوخه البصريين الإمام علي بن المديني وأبو داود السجستاني، ومحمد بن بشار ومحمد بن المثنى، وأبو الربيع الزهراني والعباس بن عبد العظيم العنبري، وغيرهم.

## شيوخه
أبرز شيوخه:
1. الإمام أحمد بن حنبل.
2. أبو بكر بن أبي شيبة.
3. علي بن المديني.
4. طالوت بن عباد.
5. أبو الربيع الزهراني.
6. عبيد الله بن معاذ العنبري.
7. عبد الواحد ابن غياث.
8. عبد الأعلى بن حماد النرسي.
9. محمد بن أبي الشوارب.
10. أبو كامل الجحدري.
11. موسى بن عمر الجاري.
12. سليمان بن داود المهري.
13. هدبة بن خالد القيسي.
14. محمد بن موسى الحرشي.
15. محمد بن بشار.
16. والده يحيى الساجي.[12]

## تلاميذه
تلاميذه البارزون:
1. أبو بكر الخلال.
2. أبو القاسم الطبراني.
3. ابن عدي.
4. وأبو عمرو بن حمدان.
5. القاضي يوسف الميانجي.
6. عبد الله بن محمد السقاء الواسطي.
7. يوسف بن يعقوب النجيرمي.
8. علي بن لؤلؤ الوراق.[19]

## توثيقه ومكانته العلمية عند العلماء
تنوعت عبارات النقاد في الثناء على الإمام الساجي، وبيان إمامته ومكانته، وفقهه وتقدمه في الحديث والعلل، وقد جاءت تلك العبارات على لسان من عاصره من الأئمة، ومن أتى بعده، ومن أولئك الأئمة الأعلام:
- ابن أبي حاتم حيث قال: وكان ثقة يعرف الحديث والفقه، وله مؤلفات حسان في الرجال، واختلاف العلماء، وأحكام القرآن.[20]
- وقال الخليلي: فقيه حافظ ... وله تصانيف في هذا الشأن ... وهو متفق عليه مجروح من جرحه موثق من وثقه.[21]
- وقال ابن عبد الهادي: الإمام الحافظ محدث البصرة.. جمع وصف.[22]
- وقال الذهبي: الإمام الثبت الحافظ، محدث البصرة وشيخها ومفتيها ... وكان من أئمة الحديث.[12]
- وقال أيضاً: وللساجي مصنف جليل في علل الحديث يدل على تبحره في هذا الفن.[7]
- وقال أيضاً: أحد الْأَثْبَاتِ، ما علمت فيه جرحاً أصلاً.[23]
- وقال أيضاً: ... وكان الساجي شيخ البصرة وحافظها.[24]
- وذكره فيمن يعتمد قوله في الجرح والتعديل في الطبقة السادسة وقد قال فيهم: فنشرع الآن بتسمية من قال إذا تكلم في الرجال قبل قوله، ورجع إلى نقده.[25]
- وذكره في تذكرة الحفاظ في الطبقة التاسعة، وقد قال فيهم: هذه تذكرة بأسماء معدلي حملة العلم النبوي، ومن يرجع إلى اجتهادهم في التوثيق والتضعيف، والتصحيح والتزييف.[26]
- وقال الصفدي: .. الحافظ كان من الأئمة الثقات.[27]
- وقال السبكي: أبو يحيى الساجي الحافظ كان من الثقات الأئمة.[28]
- وقال الأسنوي: كان أحد الأئمة الفقهاء الحفاظ الثقات.[29]
- وقال ابن مفلح: الحافظ ... وكان من الأئمة الثقات.[30]
- وقال السيوطي: الإمام للحافظ محدث البصرة.[31]
- وقال الخزرجي: ... الحافظ أحد المصنفين.[32]

## مذهبه الفقهي
كان الإمام الساجي شافعي المذهب، ويدل على ذلك أمور:
- أولاً: تتلمذه على كبار أصحاب الإمام الشافعي الذين نشروا علمه، ونصروا مذهبه كالإمام المزني الذي قال فيه الشافعي: المزني ناصر مذهبي[33] وقال أيضاً: الربيع راوية كتبي.[34]
- ثانياً: أن أصحاب طبقات الشافعية ترجموا له في كتبهم، وعدوه من أصحابهم، وهم: العبادي، والسبكي، والأسنوي، وابن هداية الله.[35] وكذلك عده الشيرازي في كتابه "طبقات الفقهاء" من أصحاب الإمام الشافعي.[36]
- ثالثاً: وصف بعض من ترجم له بكونه شافعياً كالإمام الذهبي وابن حجر.[37]
- رابعاً: ما نقله السبكي عنه من أنه ذكر في مقدمه كتابه أصول الفقه بعد أن عدد العلماء الذين ذكر اختلافهم حيث قال: قال أبو يحيى: وإنما بدأت في كتابي بالشافعي، وإن كان بعضهم أسن منه لقوله صلى الله عليه وسلم: (قدموا قريشاً ولا تقدموها وتعلموا من قريش ولا تعالموها)،[38] ولم أر أحداً منهم أتبع لحديث رسول الله صلى الله عليه وسلم ولا آخذاً به من الشافعي ... ثم ذكر أقوالاً في فضائل الشافعي.[39]
- خامساً: نَقَلَ بعض علماء الشافعية عنه بعض المسائل عن الشافعي: قال العبادي: نقل عن الشافعي - رحمه الله - أن المرأة إذا خرجت لها لحية وكثفت يجب إيصال الماء إلى باطن الشعر في الطهارة لأن العادة عدمها وأيضاً جرت بتقليلها.[40] وقال السبكي: وذكر أبو يحيى في هذا الكتاب - يعني أصول الفقه - ما يروي من قول الشافعي: "إذا اجتمع خسوف وعيد " وقال: يعني الشافعي بالخسوف الزلزلة؛ قال: وذكر الخسوف خطأ من الكاتب قلت: تفسيره الخسوف بالزلزلة حسن لو كان للزلزلة صلاة لكن لا صلاة لها.[41]

## عقيدته
سلك الإمام الساجي منهج أهل السنة والجماعة في الاعتقاد، بل كان من الأئمة المعتمد عليهم في أمور الاعتقاد والديانة، وممن يرجع إليهم في تقرير منهج السلف ومعرفته.
قال الإمام إسماعيل بن محمد بن الفضل الأصبهاني: قال بعض علماء أهل السنة أما بعد:
فإني وجدت جماعة من مشايخ السلف، وكثيراً ممن تبعهم من الخلف ممن عليهم المعتمد في أبواب الديانة، وبهم القدوة في استعمال السنة قد أظهروا اعتقادهم، وما انطوت عليه ضمائرهم في معاني السنن ليقتدي بهم المقتفي، وذلك حين فشت البدع في البلدان وكثرت دواعيها في الزمان، فحينئذ وقع الاضطرار إلى الكشف والبيان ليهتدي بها المسترشد في الخلف كما فاز لها من مضى من السلف نسأل الله أن يجعلنا من المتقين وأن يعصمنا من اختراع المبتدعين، وأنا أذكر بتوفيق الله تعالى جماعة من أئمتنا من السلف ممن شرعوا في هذه المعاني. ثم ذكرهم وقال: ومنهم أبو يحيى زكريا بن يحيى الساجي الفقيه له اعتقاد.
وقد ذكر هذا الاعتقاد الإمام أبو عبد الله بن بطة العكبري مصنف "الإبانة الكبرى" حيث قال: حدثنا أبو الحسن أحمد بن زكريا بن يحيى الساجي قال: قال أبي: القول في السنة التي رأيت عليها أصحابنا أهل الحديث الذين لقيناهم أن الله على عرشه في سمائه يقرب من خلقه كيف شاء " ثم ذكر سائر اعتقاده.

## وفاته
توفي بالبصرة سنة (307هـ) عن عمر يقارب التسعين عاماً.